# Amata aequipuncta
Amata aequipuncta là một loài bướm đêm thuộc phân họ Arctiinae, họ Erebidae.